# إليان كاسيدي
إليان كاسيدي (بالإنجليزية: Elaine Cassidy)‏ هي ممثلة أيرلندية، ولدت في 31 ديسمبر 1979 في جمهورية أيرلندا.

## أعمال

### أفلام
- (2001) الآخرون[2]
- (2014) ذا لوفت[3][4]

## وصلات خارجية
- إليان كاسيدي على موقع IMDb (الإنجليزية)
- إليان كاسيدي على موقع ألو سيني (الفرنسية)
- إليان كاسيدي على موقع ميوزك برينز (الإنجليزية)
- إليان كاسيدي على موقع أول موفي (الإنجليزية)
- إليان كاسيدي على موقع قاعدة بيانات الأفلام السويدية (السويدية)
- إليان كاسيدي على موقع قاعدة بيانات الفيلم (الإنجليزية)
- إليان كاسيدي على موقع كينوبويسك (الروسية)